# NAK
NAK (lub NACK; z ang. negative-acknowledge character) – sygnał urządzenia odbierającego (np. modemu) potwierdzający niepoprawne odebranie pakietu informacji i wskazujący urządzeniu wysyłającemu możliwość wysłania jeszcze raz tego samego pakietu; gdyby pakiet został poprawnie odebrany, urządzenie odbierające powinno odesłać sygnał ACK.